# Timiș (Olt)
Timiș eller Timișul Sec er en højre biflod til floden Ghimbășel i Rumænien. Dens udspring er i Piatra Mare-bjergene, nordøst for Predeal. Det løber ud i Ghimbășel i Sânpetru. Det flyder gennem den østlige del af byen Brașov . Den er 35 km lang og dens afvandingsareal på 105 km². En del af dets vand ledes mod Timiș-kanalen.

## Bifloder
Følgende floder er bifloder til floden Timiș:
- Venstre: Vlădeț, Valea Calului, Valea Postăvaru, Valea Dragă, Lamba Mare, Vama Mare, Varna Mare, Larga Mare
- Til højre: Timișul Sec de Jos, Valea Carierei, Valea Pietrei Mari, Valea Dracului, Șipoaia